# Diocesi di Satala di Armenia
La diocesi di Satala di Armenia (in latino Dioecesis Satalensis in Armenia) è una sede soppressa del patriarcato di Costantinopoli e sede titolare della Chiesa cattolica.

## Storia
Satala di Armenia, identificabile con Sadak in Turchia, è un'antica sede episcopale della provincia romana dell'Armenia Prima nella diocesi civile del Ponto. Faceva parte del patriarcato di Costantinopoli ed era suffraganea dell'arcidiocesi di Sebastea.
Diversi sono i vescovi documentati di Satala. Esichio prese parte al primo concilio ecumenico celebrato a Nicea nel 325. Nel 360 Elpidio fu tra i partecipanti del sinodo celebratosi a Seleucia, dove venne deposto. Poemenio fu il destinatario di una lettera di san Basilio nel 378 circa. Anatolio intervenne al concilio di Calcedonia nel 451. Epifanio sottoscrisse nel 458 la lettera dei vescovi dell'Armenia Prima all'imperatore Leone I dopo la morte del patriarca Proterio di Alessandria. Gregorio fu tra i padri nel concilio in Trullo del 692. Filippo presenziò al concilio di Costantinopoli dell'879-880 che riabilitò il patriarca Fozio. Infine un vescovo Cosma è documentato nel 1256.
Dal XVIII secolo Satala di Armenia è annoverata tra le sedi vescovili titolari della Chiesa cattolica; la sede è vacante dal 26 gennaio 1977.

## Cronotassi

### Vescovi greci
- Evezio (o Eutichio) † (menzionato nel 325)
- Elpidio † (? - 360 deposto)
- Poemenio † (menzionato nel 378 circa)
- Anatolio † (menzionato nel 451)
- Epifanio † (menzionato nel 458)
- Gregorio † (menzionato nel 692)
- Filippo † (menzionato nel 879)
- Cosma † (menzionato nel 1256)

### Vescovi titolari
- Isaac Soffiali † (7 gennaio 1785 - ?)
- Ignacy Bardziński † (27 marzo 1809 - 15 dicembre 1813 deceduto)
- Nikodem Puzyna † (26 settembre 1814 - 22 ottobre 1819 deceduto)
  - Naamat Augustinus Falguières, C.M. † (13 maggio 1831 - ?) (vescovo eletto)
- Johann Franz Wilhelm Tippmann † (17 dicembre 1832 - 20 giugno 1857 deceduto)
- Vital-Justin Grandin, O.M.I. † (11 dicembre 1857 - 22 settembre 1871 nominato vescovo di Saint Albert)
- Tomasz Teofil Kuliński † (23 febbraio 1872 - 15 marzo 1883 nominato vescovo di Kielce)
- Lazzaro Mladenoff, C.M. † (12 giugno 1883 - 4 marzo 1918 deceduto)
- François-Joseph Dantin, M.S. † (10 settembre 1918 - 5 luglio 1941 deceduto)
- Salvatore Herrera y Pinto, O.F.M. † (5 aprile 1948 - 26 gennaio 1977 deceduto)